# Bandera del arado

Bandera del arado

La bandera del arado (en chino tradicional, 犁頭旗; en chino simplificado, 犁头旗; pinyin, lítóu qí) es una bandera roja con un arado blanco o amarillo colocado en el centro, ampliamente utilizada en el período de la Expedición del Norte como bandera de la Asociación de Campesinos Chinos.

## Simbolismo

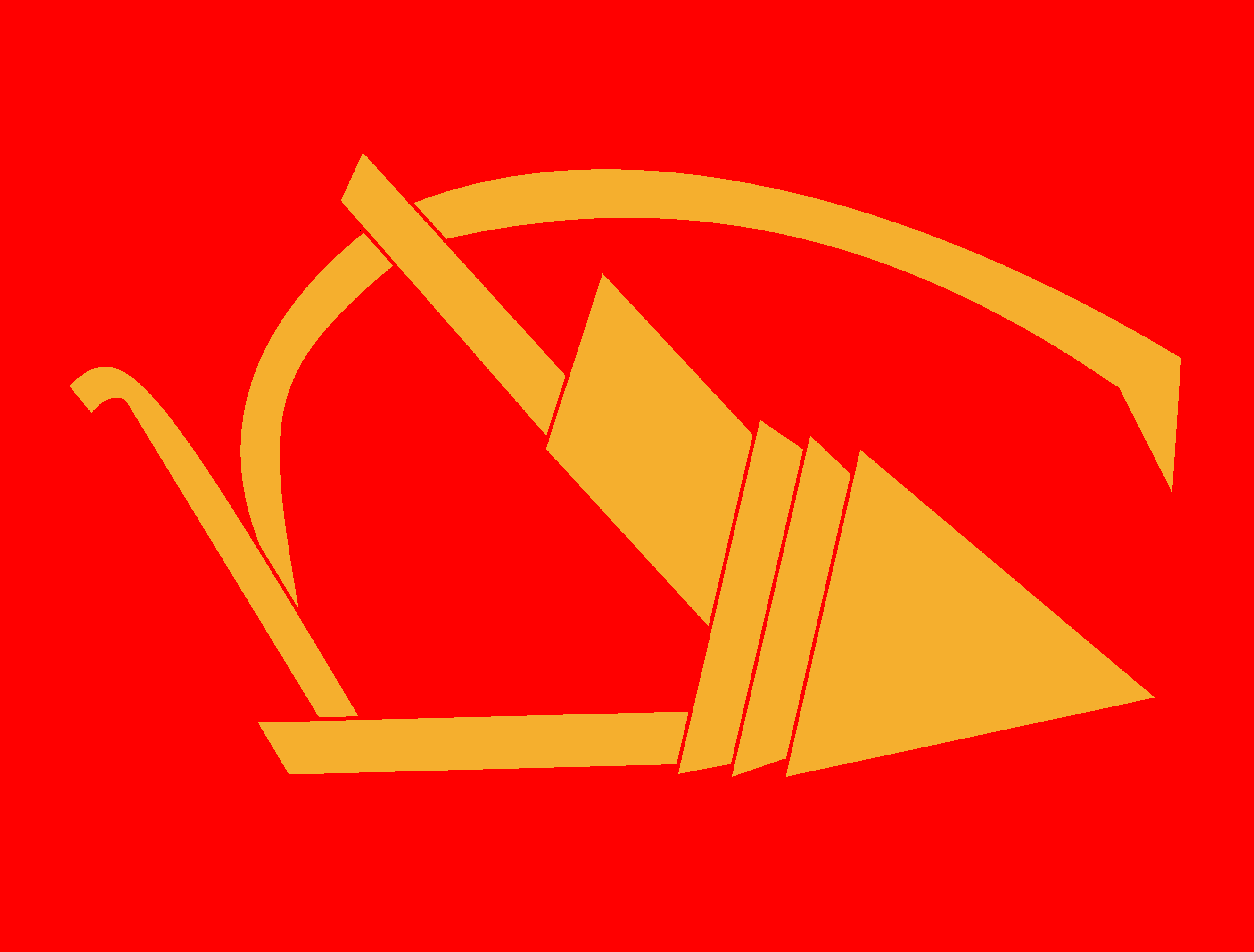
Otra versión de la bandera.

El arado simboliza el liderazgo de los campesinos en las zonas rurales y el color rojo representa la victoria de la revolución comunista. Cuando se representa en obras de arte, generalmente se muestra junto con Mao Zedong y/o campesinos armados. Un ejemplo de esto se puede encontrar en un folleto ilustrado titulado «'Esto está bien' – En conmemoración del 44.º aniversario de la publicación del 'Informe sobre la investigación del movimiento campesino en Hunan'»,   publicado por la Prensa Popular de Guangdong, donde el ilustrador utiliza la bandera del arado como símbolo del movimiento campesino.

## Historia
Se cree que Peng Pai (en chino simplificado, 彭湃) fue el primero en utilizar esta bandera en 1923, como presidente de la Asociación de Campesinos de Hailufeng. Durante el período del Primer Frente Unido, cuando el movimiento campesino en China estaba en su apogeo, el arado apareció en la bandera y en las tarjetas de membresía de las asociaciones campesinas locales de varias provincias. Otra versión de la bandera, utilizada por el ala izquierda del Kuomintang, combina el arado con la bandera de la República de China.
Después del 15 de julio de 1927, cuando el Partido Comunista de China (PCC) fue declarado ilegal en Wuhan, las asociaciones controladas por el PCC dejaron de utilizar la versión «Kuomintang» de la bandera y en su lugar comenzaron a utilizar una versión con un fondo completamente rojo.
Después del establecimiento de la República Popular China, las banderas de arado se colocaron en varios museos alrededor del país (por ejemplo, el museo de Guangxi), además de aparecer en pinturas como símbolo del movimiento campesino durante las campañas de cerco. Una ópera caicha (en chino simplificado, 采茶戏) titulado «Oda a la bandera del arado» (en chino simplificado, 犁旗颂) fue compuesta en Yangxin, Hubei.

## Comparado con la bandera del arado estrellado

Bandera de arado estrellado

La bandera del arado estrellado es una bandera similar utilizada por el Ejército Ciudadano Irlandés, pero con imágenes de la constelación de la Osa Mayor. Sin embargo, no hay evidencia de que Peng Pai haya tomado prestado del diseño irlandés.

## Galería

Bandera de la Asociación de Campesinos Chinos.
Bandera del arado utilizada por el ala izquierda del Kuomintang.